# 温特斯海姆
温特斯海姆是德国莱茵兰-普法尔茨州的一个市镇。总面积3.83平方公里，总人口304人，其中男性146人，女性158人（2011年12月31日），人口密度79人/平方公里。